# Meyersia major
Meyersia major är en rundmaskart som beskrevs av Stephen Donald Hopper 1967. Meyersia major ingår i släktet Meyersia och familjen Oncholaimidae. Inga underarter finns listade i Catalogue of Life.